# Ilidiusz
Ilidiusz – imię męskie pochodzenia łacińskiego, oznaczające "ten, który młóci zboże". Jego żeńskim odpowiednikiem jest Ilidia. Patron - św. Illydiusz, biskup Clermont (IV wiek).
Ilidiusz imieniny obchodzi 7 lipca.